# Финиковая косточка
«Финиковая косточка» (англ.: The Tamarind Seed) — американо-британский драматический романтический триллер 1974 года режиссером Блейком Эдвардсом.
Основанный на одноимённом романе Эвелин Энтони 1971 года, фильм рассказывает о любви британской чиновницы и советского атташе.

## Сюжет
Джудит Фэрроу, британская чиновница министерства внутренних дел во время отпуска на Барбадосе встречает красивого советского атташе полковника Свердлова. Джудит очарована историей о том, что семена финикового дерева на одной из плантаций принимают форму головы раба, повешенного на этом дереве, — история, высмеянная Свердловым. Вернувшись в Лондон, Джудит находит неожиданный подарок от Свердлова: конверт с финиковой косточкой.
Но во времена Холодной войны их любовь не может быть их частным делом. Офицер британской контрразведки Джек Лодер убеждён в том, что Свердлов вербует Джудит в шпионы. Одновременно Лодер занят поиском тайного русского шпиона под кодовым именем «Синий», а также узнаёт, что у его помощника Джорджа Маклауда роман с женой британского дипломата Фергюса Стивенсона.
Тем временем Свердлов, прикомандированный к советскому посольству в Париже, получает от своего начальника генерала Голицына осуществить вербовку Джудит. Свердлов просит Голицына дать ему больше времени, чтобы завербовать Джудит, но эта уловка не срабатывает с подозрительным генералом. Свердлов крадет досье на агента «Синий», как свой козырь в переговорах с Лондоном, чтобы получить убежище в Канаде, и отправляется на Барбадос, якобы романтической остановке осуществить вербовку Джудит.
Голицын обнаруживает кражу досье, и отправляет за Свердловым агентов. Свердлов избегает агентов в лондонском аэропорту и встречается с Джудит на Барбадосе, где они уединяются в бунгало на берегу моря, где в конце концов выясняют свои отношения.
Но генерал посылает агентов, замаскированных под богатых бизнесменов на отдыхе, убить Свердлова, и те сжигают бунгало напалмом, в результате чего, по сообщениям прессы, Свердлов погибает, а Джудит получает ожоги, но чудом спасается.
Лодер теперь знает, что «Синий» — это Фергус Стивенсон, двойной агент, которым он теперь может манипулировать поставляя дезу для Москвы, пока там в конце концов не поймут, что Стивенсон является двойным агентом против них, и не убьют его.
Лодер встречает выздоравливающую Джудит на Барбадосе и сообщает ей, что газетные сообщения о смерти Свердлова были ложным прикрытием; за несколько секунд до взрыва Свердлов был спасён Маклаудом. Её сомнения рассеиваются, когда Лодер протягивает ей конверт, в котором находится финиковая косточка. В финале Джудит и Свердлов встречаются в Канаде.

## В ролях
- Джули Эндрюс — Джудит Фэрроу
- Омар Шариф — Фёдор Свердлов
- Энтони Куэйл — Джек Лодер
- Дэн О’Херлихи — Фергюс Стивенсона
- Сильвия Саймс — Маргарет Стивенсон
- Оскар Гомолка — генерал Голицын
- Брайан Маршалл — Джордж Маклауд
- Дэвид Бэрон — Ричард Патерсон
- Селия Бэннерман — Рэйчел Паттерсон
- Роджер Данн — полковник Морей
- Шарон Дуче — Сэнди Митчелл
- Джордж Микелл- майор Стукалов
- Кейт О’Мара — Анна Скрябина
- Константин Грегори- Дмитрий Меменов
- Алексей Евдокимов — Игорь Калин

## Съёмки
Фильм снят на натуре на Барбадосе, в лондонском районе Белгрейвия и Париже.

## Фестивали и награды
- 1975 — BAFTA — номинация в категории «Лучшая актриса второго плана» (Сильвия Саймс).